# Calloplax vivipara
Calloplax vivipara är en blötdjursart som först beskrevs av Plate 1899.  Calloplax vivipara ingår i släktet Calloplax och familjen Ischnochitonidae. Inga underarter finns listade i Catalogue of Life.